# スクトゥム

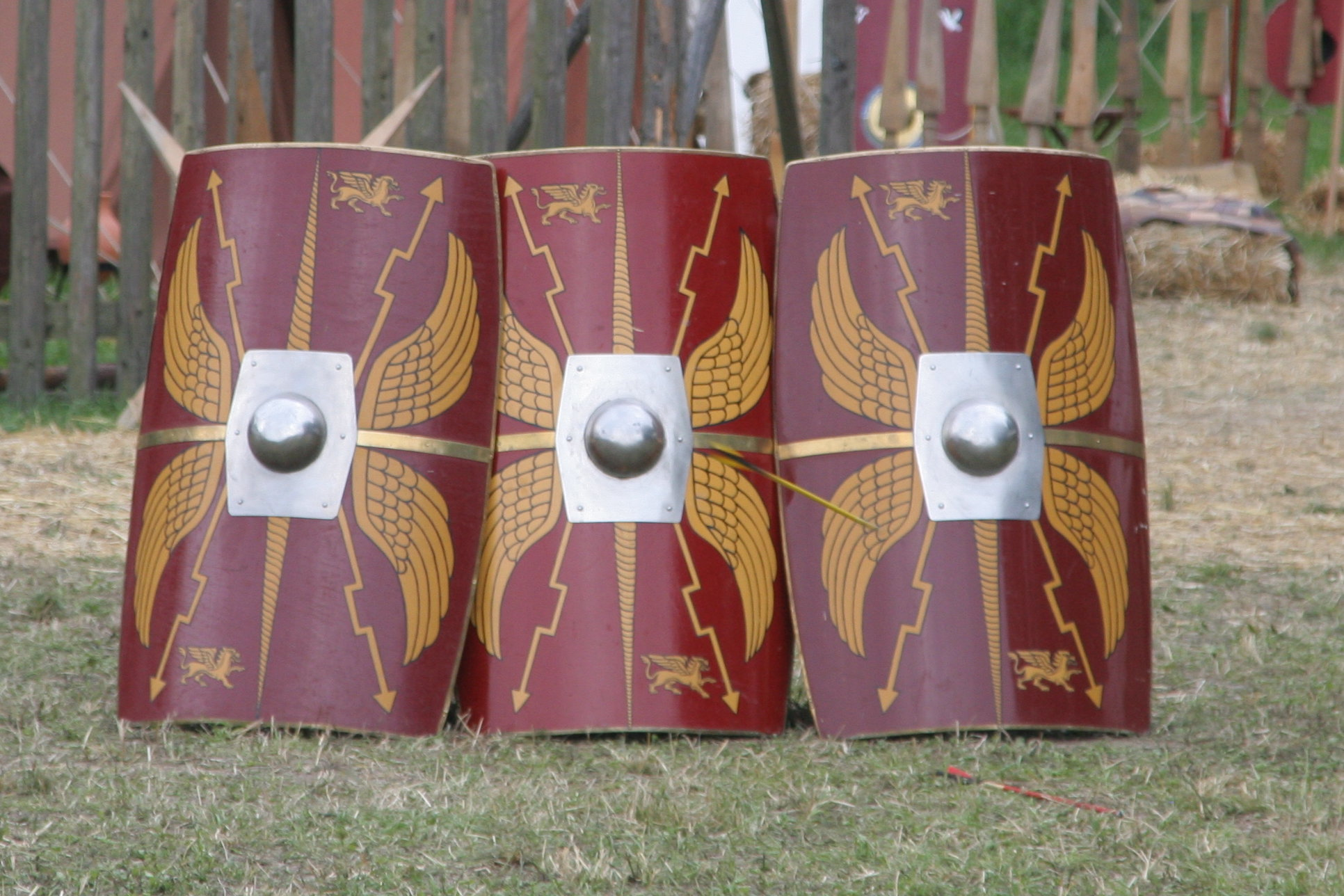
帝政時代のスクトゥム

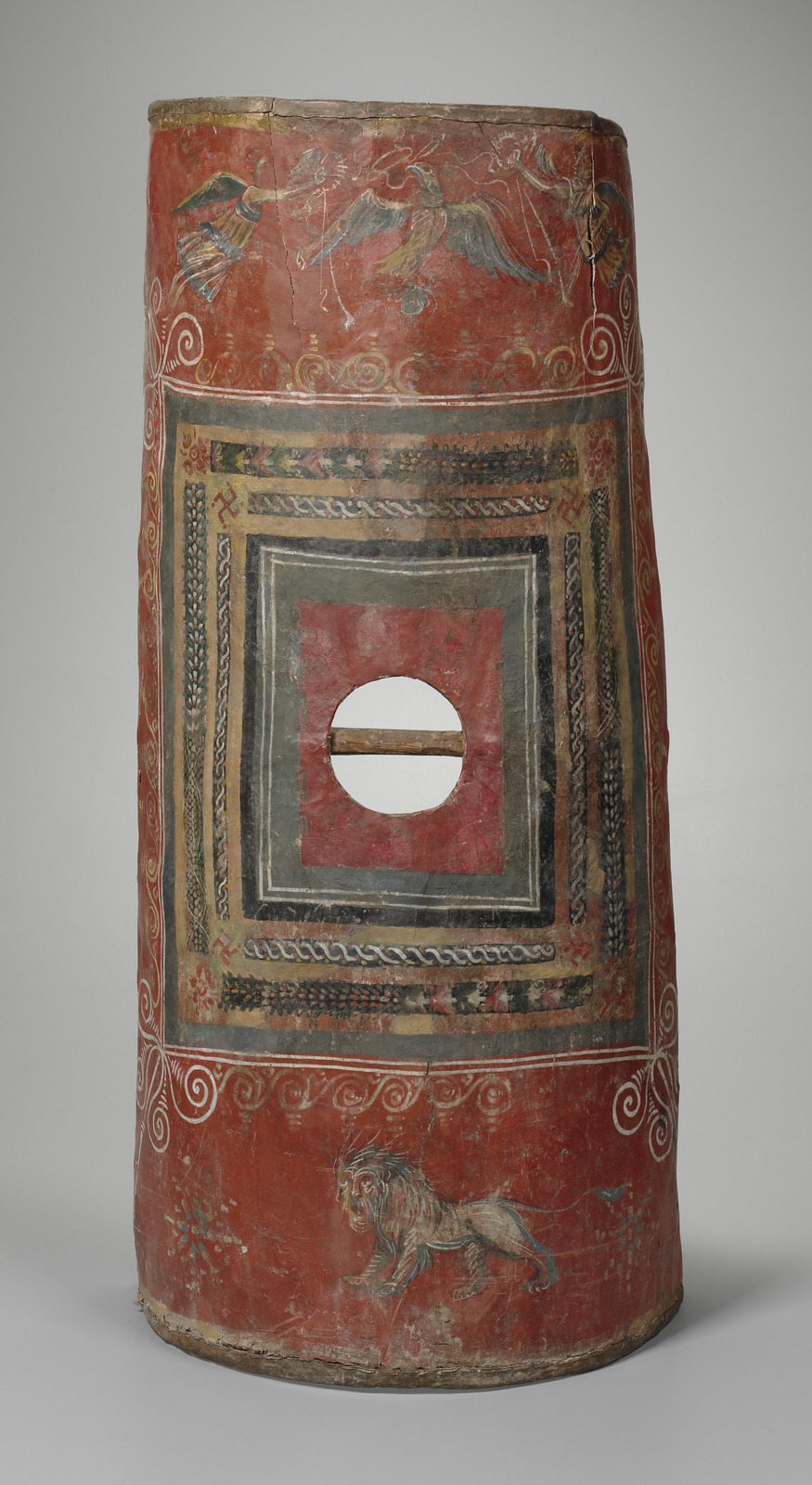
シリアにあるローマ時代の植民都市ドゥラ・エウロポスの遺跡から発掘された2世紀ごろのスクトゥム。木と革で作られている。

スクトゥムまたはスクートゥム（ラテン語: scutum）は古代ローマ時代、ローマの軍団兵に用いられた盾である。おそらくはグラディウスと同じくらいか、それ以上に軍団兵の軍装では欠かせないもので、ローマ軍の歩兵戦術で重要な要素を担った。「スクトゥム」という言葉自体は「盾」という意味である。スクトゥムを持った歩兵をスクータートゥスあるいはスクーターリウス(盾持ち)と言うこともある。
形状は時代によって変わり、楕円形または長方形のどちらかである。大きな盾であり防御力に優れる。ただし重く、また大きいので乱戦で多方面の敵に対して防御するのは困難である。しかしながら軍団兵は個人の各個攻撃を行うことはほとんどなく、常に戦場では密集体勢であるマニプルス、ケントゥリアとして敵に挑んでいたので、特に問題はなかった。また大きさを利用して、スクトゥムを上に掲げた密集隊列（テストゥド）で攻城戦に挑むこともあった。

## 歴史
共和政初期のローマ軍は古代ギリシア伝来の重装歩兵であり、盾は楕円形をしていたが、帝政ローマ前後より長方形に形状が変わった。
共和政を通じてスクトゥムは子牛の革と麻布で作られ、盾の上下の縁には鉄の補強がなされていた。この構造は変わらなかったが、ユリウス・カエサルがガリアへ進攻した際に時間の不足のために補充の盾をなめし皮と籐で作っている。
スクトゥムは全体的に頑丈な構造ではあったが、パルティア騎兵の弓矢の威力には十分ではなかったらしく、プルタルコスはカルラエの戦いで軍団兵が苦戦していたと語っている。
帝政に入ると今まで楕円形だったスクトゥムが長方形になっていった。材質は木材となり、考古学的な証拠はないが蒸気で縦に湾曲させて製作されたのだろうと推測されている。これによりスクトゥムは軽く頑丈になり、長距離での進軍にも持ち運びやすくなった。また湾曲により武器での強打の衝撃を緩和する事が可能、持ち手が衝撃に備えて力を入れる事もなくなり、攻撃を受けつつ反撃することを容易にした。
3世紀になると従来のスクトゥムが姿を消す。そして形状が丸くなった。
なお、時代ごとのみならず、その生産や使用する地域によって雑多な型があり、一概に形式化されていたとは考えにくいとされている。